# سوبارو
سوبارو (به ژاپنی: スバル) شرکت خودروسازی ژاپنی است، که شرکت تابعه‌ای از سوبارو کورپوریشن می‌باشد و در زمینه طراحی، توسعهٔ فناوری و تولید انواع خودروها و قطعات خودرو فعالیت می‌کند. عمده شهرت سوبارو به علت موتورهای تختی است، که در خودروهای خود از آن استفاده می‌کند.
شرکت سوبارو در مدل‌های سفارشی نظیر سوبارو امیپرزا نیز از موتورهای توربو شارژر استفاده می‌نماید. این مدل بیشتر در مسابقات اتومبیل‌رانی مطرح است.
شرکت سوبارو که سازنده خودروهای سوبارو است از شرکای تجاری شرکت تویوتا به‌شمار می‌آید، به طوری که تویوتا ۱۶٪ از سهام آن را در اختیار دارد.
سوبارو در زبان ژاپنی به معنی یکی‌کردن و گردآوردن دور هم است. لوگوی این شرکت مجموعه‌ای از ۶ ستاره است که بزرگترین ستاره در آن نمایانگر شرکت سوبارو و ۵ ستاره دیگر نماد شرکت‌های تابعه آن می‌باشند.